# Der Deutsche von Bayencourt
Der Deutsche von Bayencourt ist ein historischer Roman von Adam Kuckhoff, der 1937 zunächst als Fortsetzungsroman in der Kölnischen Zeitung veröffentlicht wurde und dann im selben Jahr als Buch im Berliner Rowohlt-Verlag erschien. Adam Kuckhoff hatte seit 1933 Kontakt zum Widerstandszirkel um Arvid Harnack und Mildred Harnack, aus dem später die Widerstandsgruppe Rote Kapelle hervorging. Kuckhoffs erster großer Roman, ursprünglich als Anfang einer Trilogie geplant, lässt sich als Akt des literarischen Widerstandes interpretieren: durch die Redeverteilung auf mehrere Protagonisten werden kritische Positionen zu Nationalismus, Patriotismus und Krieg dargestellt.

## Inhalt
Als der Erste Weltkrieg ausbricht, gerät der deutschstämmige Landwirt Bernhard Sommer – seit 1897 französischer Bürger und Besitzer der „Ferme de la Haye“ in der Picardie – plötzlich zwischen die Fronten: viele seiner Mitbürger verlieren das Vertrauen, manche halten ihn sogar für einen Verräter. Sommer selbst verzweifelt an seiner Pflicht, ein guter Franzose zu sein, ohne es als Deutscher wirklich sein zu können. Als die Front näher kommt und eine deutsche Patrouille auf seinem Hof Zuflucht sucht, eskaliert die Situation vollends: die Soldaten werden entdeckt, Sommer wird verhaftet, von einem Standgericht als Landesverräter zum Tode verurteilt und erschossen. Sommers Sohn Marcel kämpft derweil als französischer Soldat an der Front und tötet in der letzten Szene des Romans einen deutschen Soldaten im Grabenkampf. Die Handlung von Der Deutsche von Bayencourt umspannt die Zeit von Ende Juli bis Anfang Oktober 1914.

## Zeitkritik
Für Kuckhoff war die Publikation des Romans ein Akt des Widerstandes – es ging ihm darum, das „politische Bewußtsein der Leser wachzuhalten und ihren Blick zu schärfen“, schrieb seine Frau Greta Kuckhoff rückblickend Ende der 1940er Jahre. Der Unterschied des „Deutschen von Bayencourt“ zu den auf Integration des Individuums bedachten Front- oder Heimkehrernarrativen anderer Kriegsromane aus dem Dritten Reich ist deutlich: Werte wie Kameradschaft, Opferbereitschaft oder Gehorsam werden in Kuckhoffs Roman gerade nicht vermittelt. Bernhard Sommer stirbt am Ende heimatlos, weil sich die Mehrschichtigkeit seiner Biografie nicht auf eine isolierte nationale Identität reduzieren lässt. Der Protagonist selbst erscheint als patriotisch denkender Mensch dabei ebenso naiv wie viele seiner neuen Landsleute, während sein Sohn Marcel in Gesprächen mit dem Vater die pazifistische Gegenposition vertritt. Die sozialistisch-anarchistische Gegenposition schließlich vertritt gegenüber dem Landwirt Sommer der Tagelöhner Barnabas, der aus dem Blickwinkel der besitzlosen Proletarier Begriffe wie Heimat und Vaterland grundsätzlich in Frage stellt. Die auf verschiedene Personen verteilten politischen Positionen wirken als rhetorisches Stilelement und als literarische Camouflage zugleich. Die harsche Kritik am Patriotismus wird von Sommer selbst zwar nicht geteilt, sondern sogar verurteilt – zur Diskussion gestellt und dem Leser mitgeteilt wird sie aber trotzdem.

## Textausgaben
- Adam Kuckhoff: Der Deutsche von Bayencourt. Rowohlt Verlag, Berlin 1937 (Erstausgabe).
- Adam Kuckhoff: Der Deutsche von Bayencourt. Unpatriotischer Roman. ebooknews press Verlag, Berlin 2016, ISBN 978-3-944953-56-4 (Neuausgabe mit Nachwort).